# Handianus ogikubonis
Handianus ogikubonis är en insektsart som beskrevs av Matsumura 1914. Handianus ogikubonis ingår i släktet Handianus och familjen dvärgstritar. Inga underarter finns listade i Catalogue of Life.